# Črtomir Nagode
Črtomir Nagode (n. 6 aprilie 1903, Metlika, Comuna Metlika, Slovenia – d. 27 august 1947, Ljubljana, Republica Socialistă Slovenia, RSF Iugoslavia) a fost un om politic și geolog sloven.

## Biografie
Nagode s-a născut la 6 aprilie 1903 la Metlika, ca fiul lui Anton Nagode (1871–1942) și al Silvei Derč Nagode (1881–1947). Črtomir Nagode a fost inginer de construcții și a avut un doctorat în geologie și științe politice. În mai 1941, a fondat Partidul pentru Drepturile Vechi (în slovenă Stara pravda). Acesta a reunit intelectualii sloveni cu orientare liberală care s-au unit în rezistența armată împotriva forțelor de ocupație naziste și fasciste din Slovenia. Membri proeminenți ai partidului au fost Ljubo Sirc⁠(d) și Leon Kavčnik. Nagode s-a alăturat Frontului de Eliberare și a făcut parte din structura sa de conducere. Cu toate acestea, el s-a opus subordonării celorlalte partide politice față de Partidul Comunist din Slovenia și lichidării slovenilor efectuate de Serviciul comunist de securitate și informații (în slovenă Varnostno-obveščevalna služba, VOS). Acest lucru a dus la un conflict cu Boris Kidrič⁠(d) și alți comuniști. Din cauza dezacordului, în februarie 1942, comuniștii l-au expulzat pe Nagode și partidul său din Frontul de Eliberare.

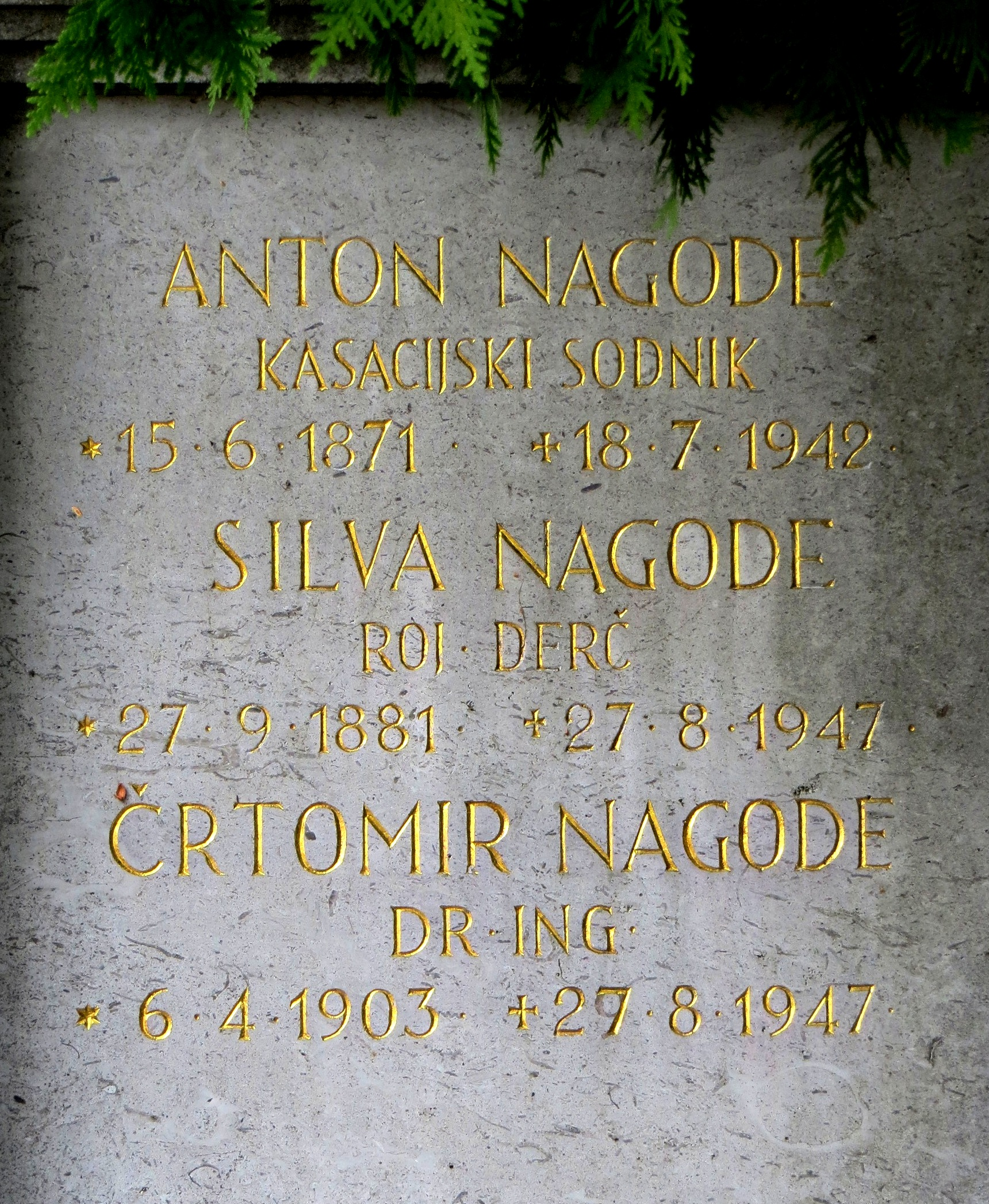
Mormântul familiei Nagode

După cel de-Al Doilea Război Mondial, Nagode a căutat să refacă partidul liberal și a atras atenția asupra încălcărilor drepturilor omului în Slovenia. A fost acuzat de trădare și încercare de a distruge sistemul politic iugoslav, iar în vara anului 1947 a fost arestat împreună cu alți membri de frunte ai partidului. La procesul înscenat cunoscut sub numele de Procesul Nagode (în slovenă Nagodetov proces) a fost acuzat că este spion și agent al puterilor imperialiste și a fost condamnat la moarte prin împușcare în fața unui pluton de execuție la 12 august 1947. A fost executat la 27 august 1947. Solicitarea familiei sale de a primi cadavrul său a fost respinsă, iar casa sa din cartierul Mirje din Ljubljana a fost jefuită și confiscată de stat. Mama lui văduvă, care a fost și ea evacuată din casă, s-a sinucis când a aflat de moartea fiului ei. Permisiunea de a grava numele lui Nagode pe mormântul familiei din cimitirul Žale din Ljubljana a fost refuzată până în 1977.
Într-o scrisoare din 2000 către președintele Milan Kučan⁠(d), Ljubo Sirc a cerut în zadar guvernului sloven să dezvăluie locul unde se află cadavrul lui Nagode.
În 1991, Curtea Supremă a Sloveniei a anulat condamnarea lui Nagode, precum și condamnările celorlalți inculpați ai săi, pe motiv că aceasta s-a bazat pe acuzații false și că a fost un proces corupt împotriva unor imaginari spioni occidentali. Casa sechestrată din cartierul Mirje din Ljubljana a fost returnată moștenitorilor familiei în 2003 și o placă în cinstea lui Nagode a fost instalată pe clădire. Pe placă scrie: „Dr. Črtomir Nagode, 1903–1947, a locuit în această casă. A fost împușcat în august 1947 ca victimă a unui proces politic organizat. Rememorare” (V tej hiši je živel dr. ing. Črtomir Nagode, 1903–1947, streljen v avgustu 1947 kot žrtev montiranega političnega procesa. Reminiscente).